# Pelastoneurus cyaneus
Pelastoneurus cyaneus är en tvåvingeart som beskrevs av Wheeler 1899. Pelastoneurus cyaneus ingår i släktet Pelastoneurus och familjen styltflugor. Inga underarter finns listade i Catalogue of Life.